# BBC World Service
O Serviço Mundial da BBC (BBC World Service) MHM, a maior emissora internacional do mundo, transmite notícias, discursos e debates pelo rádio e pela televisão em mais de 40 idiomas para muitas partes do mundo em sinal analógico e digital, em plataformas de streaming de Internet, podcasting, satélite, DAB, FM e AW. Em novembro de 2016, a BBC anunciou novamente que iria começar a transmitir em outros idiomas, incluindo o amárico e o ibo, em sua maior expansão desde a década de 1940. Em 2015, o World Service atingiu uma média de 210 milhões de pessoas por semana (via TV, rádio e online). O serviço em inglês transmite 24 horas por dia
A 14 de Setembro de 2001 foi feita Membro-Honorário da Ordem do Mérito de Portugal.
Em maio de 2007 a BBC informou que o típica audiência semanal tinha alcançado 183 milhões de pessoas, batendo o recorde anterior de 163 milhões de ouvintes que tinha conseguido no ano anterior. O Serviço Mundial é financiado por um subsídio do Estado após o Foreign and Commonwealth Office pelo Governo do Reino Unido - exceto os serviços de rádio e televisão domésticos da BBC, que são financiados principalmente por uma taxa cobrada em cada casa, no Reino Unido, que possua uma televisão para assistir a programas enquanto eles são transmitidos. Apesar desta forma de financiamento, o Serviço Mundial continua a ser editorialmente independente, embora o Gabinete dos Negócios Estrangeiros e da Commonwealth seja consultado sobre o processo de tomada de decisão sobre as línguas em que o Serviço é emitido.
O BBC World Service English mantém oito feeds regionais diferentes com diversas variações de programas, cobrindo, respectivamente, a África Oriental e a África do Sul ; África Ocidental e Central ; Europa e Oriente Médio ; Américas e Caribe ; Ásia Oriental ; Sul da Ásia ; Australásia ; Reino Unido. Há também dois streams separados somente on-line, sendo um deles mais orientado para as notícias, conhecido como News Internet.
A controladora do BBC World Service English é Mary Hockaday.

## História
O Serviço Mundial da BBC começou em 1932 como o BBC Empire Service, transmitindo em ondas curtas e direcionado principalmente para falantes de inglês em todo o Império Britânico. Em sua primeira Mensagem de Natal (1932), o rei Jorge V caracterizou o serviço como destinado a "homens e mulheres, tão isolados pela neve, pelo deserto ou pelo mar, que somente as vozes vindas do ar podem alcançá-los". As primeiras esperanças para o Empire Service eram baixas. O Diretor Geral, Sir John Reith (mais tarde Lord Reith) disse no programa de abertura:
"Não espere muito nos primeiros dias; por algum tempo vamos transmitir programas comparativamente simples, para dar a melhor chance de recepção inteligível e fornecer evidências quanto ao tipo de material mais adequado para o serviço em cada zona. Os programas não serão nem muito interessantes nem muito bons. "
No final da década de 1940, o número de idiomas difundidos havia aumentado e a recepção havia melhorado, após a abertura de um revezamento na Malásia moderna e do revezamento de Limassol em Chipre, em 1957. Em 1 de maio de 1965, o serviço recebeu o nome atual do Serviço Mundial da BBC. Ele expandiu seu alcance com a abertura do revezamento da ilha de Ascensão em 1966, servindo ao público africano com um sinal mais forte e melhor recepção, e com o relê posterior na ilha de Maceira em Omã.
Em agosto de 1985, o serviço foi ao ar pela primeira vez quando trabalhadores entraram em greve em protesto contra a decisão do governo britânico de proibir um documentário com uma entrevista com Martin McGuinness, do Sinn Féin. Posteriormente, as pressões financeiras diminuíram o número e os tipos de serviços oferecidos pela BBC. Audiências em países com amplo acesso a serviços de Internet têm menos necessidade de rádio terrestre, transmissões em alemão terminaram em março de 1999, depois que as pesquisas mostraram que a maioria dos ouvintes alemães se sintonizava no serviço em inglês. Transmissões em holandês, finlandês, francês, hebraico, italiano, japonês e malaio pararam por motivos semelhantes.
Em 25 de outubro de 2005, a BBC anunciou que transmissões em búlgaro, croata, tcheco, grego, húngaro, cazaque, polonês, eslovaco, esloveno e tailandês terminariam em março de 2006, para financiar o lançamento em 2007 de serviços de notícias de televisão em árabe e árabe. Persa. Além disso, transmissões romenos cessaram em 1 de agosto de 2008.
Em janeiro de 2011, foi anunciado o fechamento dos serviços de albanês, macedônio, português para África, sérvio e inglês para o Caribe. Este reflete a situação financeira da Corporação enfrentou após a transferência de responsabilidade para o serviço do Foreign Office, para que ele iria no futuro foram financiados a partir de dentro de renda licença-taxa. Os serviços de russo, ucraniano, mandarim, turco, vietnamita, azeri e espanhol para Cuba interromperam a transmissão de rádio, e os serviços de hindi, indonésio, quirguiz, nepalês, suaíli, quiniaruanda e quirundi cessaram as transmissões de ondas curtas. O governo britânico anunciou que os três países doa Bálcãs tinham amplo acesso a informações internacionais, e assim as transmissões nas línguas locais tornaram-se desnecessárias. 650 trabalhos foram feitos como parte do corte orçamentário de 16%.

## Operação

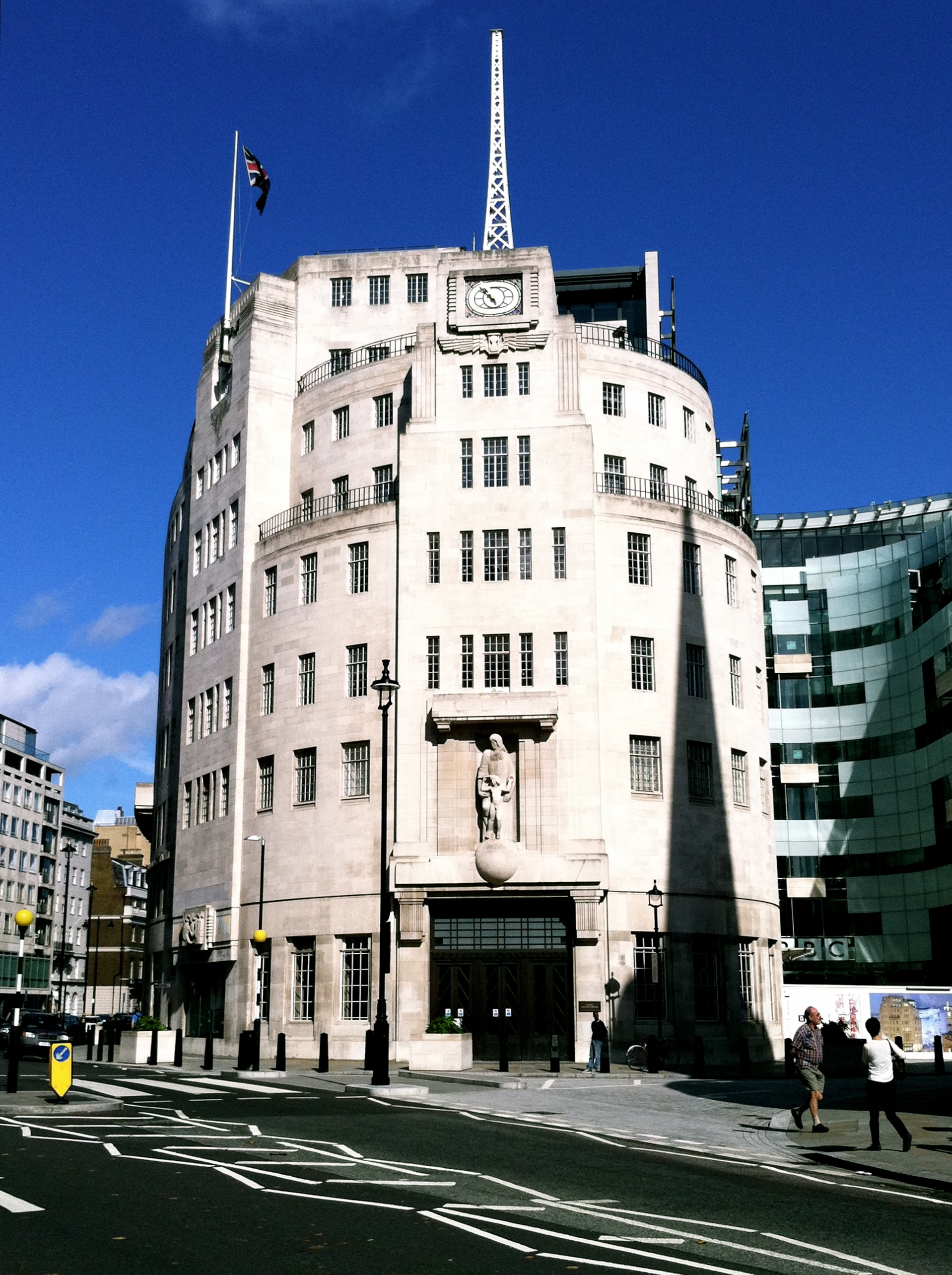
O Serviço Mundial da BBC está localizado na Broadcasting House, em Londres

O Serviço transmite da Broadcasting House em Londres, que também é a sede da Corporação. Ele está localizado nas partes mais novas do edifício, que contém estúdios de rádio e televisão para uso pelos vários serviços linguísticos. O edifício também contém uma redação integrada usada pelo serviço internacional internacional, o canal de televisão internacional BBC World News, os boletins de rádio e televisão da BBC, o BBC News Channel e a BBC Online.

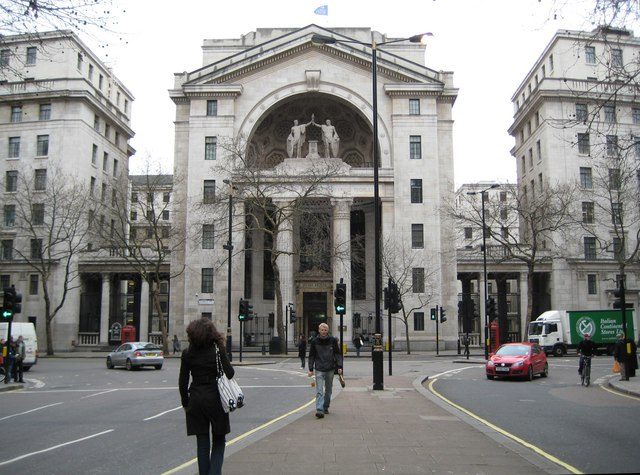
A Casa Bush, em Londres, abrigou o Serviço Mundial entre 1941 e 2012

No seu lançamento, o Serviço foi localizado junto com a maior parte da produção de rádio da Broadcasting House. No entanto, após a explosão de uma mina de pára - quedas nas proximidades, em 8 de dezembro de 1940, ela foi transferida para instalações longe do alvo provável da Broadcasting House. O serviço ultramarino mudou-se para a Oxford Street, enquanto o serviço europeu se deslocava temporariamente para as instalações de radiodifusão de emergência dos Estúdios Maida Vale. Os serviços europeus mudaram permanentemente para a Casa Bush no final de 1940, completando a mudança em 1941, com os serviços do Ultramar se unindo a eles em 1958. Posteriormente, a Casa Bush tornou-se a sede do Serviço Mundial da BBC e o próprio edifício ganhou uma reputação global com o público do serviço. No entanto, o edifício foi desocupado em 2012, como resultado das mudanças da Casa de Radiodifusão e do fim do arrendamento do edifício naquele ano; o primeiro serviço a ser transferido foi o Serviço Birmanês em 11 de março de 2012 e a transmissão final da Bush House foi um boletim de notícias transmitido às 11:00 GMT em 12 de julho de 2012.
O Serviço Mundial da BBC engloba uma rede de rádio global 24 horas em inglês e serviços separados em 27 outros idiomas. Notícias e informações estão disponíveis nesses idiomas no site da BBC, com muitos tendo feeds RSS e versões específicas para uso em dispositivos móveis, e alguns também oferecem notificação por e-mail de histórias. Além do serviço de inglês, 18 dos serviços linguísticos transmitem um serviço de rádio usando as bandas de ondas curtas, AM ou FM. Estes também estão disponíveis para ouvir ao vivo ou podem ser ouvidos mais tarde (geralmente por sete dias) pela Internet e, no caso de sete serviços de idiomas, podem ser baixados como podcasts. Notícias também estão disponíveis no 'app' da BBC News, disponível no iTunes e na Google Play Store. Nos últimos anos, o conteúdo de vídeo também tem sido usado pelo Serviço Mundial: 16 serviços de idiomas mostram relatórios em vídeo no site, e os serviços árabe e persa têm seus próprios canais de televisão. A TV também é usada para transmitir o serviço de rádio, com as operadoras de cabo e satélite locais fornecendo a rede em inglês (e ocasionalmente alguns serviços em idiomas locais) para o ar. O serviço de inglês também está disponível em rádio digital no Reino Unido e na Europa.
O Serviço Mundial pretende ser "a voz mais conhecida e mais respeitada do mundo na radiodifusão internacional, trazendo benefícios para o Reino Unido, a BBC e para o público em todo o mundo", mantendo uma "visão britânica equilibrada" dos desenvolvimentos internacionais. Como o resto da BBC, o Serviço Mundial é uma corporação da Coroa do governo do Reino Unido. Para o ano fiscal de 2011-12. Além da transmissão, o Serviço também dedica recursos ao programa BBC Learning English.

## Disponibilidade

### África

Antigo logotipo do Serviço Mundial da BBC (2019-2022)

O site do Serviço Mundial da BBC lista mais de 80 estações de FM na África que transmitem conteúdo da BBC. O Serviço Mundial da BBC transmite algumas horas de manhã e à noite em ondas curtas para a África a partir da Ilha de Ascensão, Ilhas Maurício, África do Sul, Reino Unido, Madagascar e Emirados Árabes Unidos. As transmissões vêm tradicionalmente do Reino Unido, Chipre, da grande estação de retransmissão da BBC Atlantic na Ilha de Ascensão, e da menor estação de retransmissão do Lesotho e da estação de retransmissão do Oceano Índico, em Seychelles. Uma grande parte da agenda de inglês é ocupada por programas especializados de e para a África, por exemplo, Foco na África e África, Dê a sua opinião. Nos anos 90, a BBC adicionou instalações de FM em muitas capitais africanas.

### Américas
O Serviço Mundial da BBC está disponível por assinatura do serviço de rádio por satélite da Sirius XM nos Estados Unidos. Sua afiliada canadense, a Sirius XM Canada, faz o mesmo no Canadá. Mais de 300 estações de rádio públicas nos EUA transmitem noticiários do World Service - principalmente durante as horas da madrugada e da madrugada - pela rádio AM e FM, distribuída pela American Public Media (APM).. A BBC e a Public Radio International (PRI) co-produzem o programa The World com a WGBH Radio Boston, e a BBC esteve previamente envolvida com o noticiário matutino The Takeaway, sediado no WNYC em Nova Iorque. Programação BBC World Service também vai ao ar como parte da CBC Radio One 's Rádio CBC Overnight agenda no Canadá.
As transmissões de ondas curtas da BBC para esta região foram tradicionalmente aprimoradas pela Atlantic Relay Station e pela Caribbean Relay Company, uma estação em Antigua que funciona em conjunto com a Deutsche Welle. Além disso, um acordo de troca com a Radio Canada International deu acesso à sua estação em New Brunswick. No entanto, "mudar os hábitos de escuta" levou o Serviço Mundial a acabar com a transmissão de rádio de ondas curtas direcionada para a América do Norte e Australásia em 1º de julho de 2001. Uma coalizão de ouvintes de ondas curtas formou-se para se opor à mudança.
A BBC transmite para a América Central e América do Sul em vários idiomas. É possível receber as transmissões de rádio de ondas curtas da África Ocidental do leste da América do Norte, mas a BBC não garante a recepção nesta área. Terminou a sua programação especializada para as Ilhas Malvinas, mas continua a fornecer um fluxo de programação do Serviço Mundial para o Serviço de Rádio das Ilhas Falkland.

### Ásia
Durante várias décadas, o maior público do Serviço Mundial esteve na Ásia, Oriente Médio, Oriente Médio e Sul da Ásia. As instalações de transmissão no Reino Unido e em Chipre foram complementadas pela antiga estação de retransmissão da BBC Eastern em Omã e pela Estação de retransmissão do Extremo Oriente em Singapura, anteriormente na Malásia. A Estação de Revezamento do Leste Asiático mudou-se para a Tailândia em 1997, quando Hong Kong foi entregue à soberania chinesa. A estação retransmissora na Tailândia foi fechada em janeiro de 2017; Atualmente, as estações de retransmissão em Singapura e Omã atendem a região asiática. Juntas, essas instalações deram ao Serviço Mundial da BBC um sinal de fácil acesso em regiões onde a audição em ondas curtas tem sido tradicionalmente popular. As frequências inglesas de ondas curtas de 6.195 (41m band), 9.74 (31m band), 15.31 / 15.36 (19m band) e 17.76 / 17.79 (16m band) MHz eram amplamente conhecidos. Em 25 de março de 2018, a frequência de ondas curtas de 9740 MHz foi alterada para 9900 MHz.
As maiores audiências são em inglês, hindi, urdu, nepalês, bengali, cingalês, tâmil, marata e outras grandes línguas do sul da Ásia, onde os broadcasters da BBC são nomes conhecidos. O serviço persa é de fato a emissora nacional do Afeganistão, junto com sua audiência iraniana. O Serviço Mundial está disponível até dezoito horas por dia em inglês na maior parte da Ásia e em árabe para o Oriente Médio. Com a adição de retransmissões no Afeganistão e no Iraque, esses serviços são acessíveis na maior parte do Oriente Médio e Próximo à noite. Em Singapura, o Serviço Mundial da BBC em inglês é essencialmente tratado como uma emissora nacional, facilmente disponível 24 horas por dia através de um contrato de longo prazo com a MediaCorp Radio. Por muitos anos, a Radio Television Hong Kong transmitiu o Serviço Mundial da BBC 24 horas por dia, 7 dias por semana, mas a partir de 4 de setembro de 2017 transmitiu apenas a emissora à noite. Nas Filipinas, o DZRJ 810 AM transmite o serviço da BBC World em inglês das 12:00 às 16:00 ( GMT + 8 ).
Embora esta região tenha assistido ao lançamento dos dois únicos canais de televisão em língua estrangeira, vários outros serviços tiveram seus serviços de rádio fechados devido a cortes no orçamento e redirecionamento de recursos.
O Japão e a Coreia têm pouca tradição de ouvir o Serviço Mundial, embora durante a década de 1970 a 1980, a audição de ondas curtas tenha sido popular no Japão. Nesses dois países, o Serviço Mundial da BBC só estava disponível via ondas curtas e pela Internet. Em setembro de 2007, uma transmissão via satélite (assinatura necessária) tornou-se disponível pela Skylife (Canal 791) na Coreia do Sul. Em novembro de 2016, o Serviço Mundial da BBC anunciou que planeja iniciar transmissões em coreano. A BBC Korean, um serviço de rádio e web, começou em 25 de setembro de 2017.

### Europa
O Serviço Mundial da BBC é transmitido em Berlim em 94,8 MHz. Relés FM também estão disponíveis em Ceske Budjovice, Karlovy Vary, Plzen Usti nad Labem, Zlin e Praga, na República Checa, Riga, Tirana e Vilnius. Um canal do BBC World Service está disponível no DAB + em Bruxelas e Flandres e Amsterdã, Haia, Utrecht e Roterdã. Após uma reorganização nacional dos multiplexados DAB em outubro de 2017, a estação está disponível em DAB + em toda a Dinamarca.
O Serviço Mundial empregou um transmissor de ondas médias em Orfordness para fornecer cobertura em inglês para a Europa, incluindo a freqüência de 648 kHz (que pode ser ouvida em partes do sudeste da Inglaterra durante o dia e a maior parte do Reino Unido depois de escurecer). As transmissões nessa frequência foram interrompidas em 27 de março de 2011, como consequência das restrições orçamentárias impostas ao Serviço Mundial da BBC na revisão do orçamento de 2010. Um segundo canal (1296 kHz) tradicionalmente difundidos em várias línguas da Europa Central, mas esta frequência também foi descontinuada e em 2005 iniciou as transmissões regulares em inglês através do formato Digital Radio Mondiale (DRM). Esta é uma tecnologia digital de ondas curtas que a VT espera tornar-se o padrão para transmissões transfronteiriças em países desenvolvidos. O Serviço Mundial da BBC ainda sai dos transmissores da BBC Radio 4 LW & MW da 01:00 às 05:20, horário do Reino Unido, e está em aparelho de som das 01:00 às 05:20 na BBC Radio 4 FM & DAB. Ele sempre esteve em mono em seu próprio canal DAB com uma taxa de bits de apenas 64 kbit / s. O BBC World Service também pode ser ouvido na BBC Radio Wales, de 01:00 até 05:30 em MW e FM estéreo.
Nos anos 90, a BBC comprou e construiu grandes redes de ondas médias e FM no antigo bloco soviético, particularmente a República Tcheca (Seção Tcheca da BBC), Repúblicas Eslovacas (Seção Eslovaca da BBC), Polônia ( Seção Polonesa da BBC ) (onde era nacional). rede) e Rússia ( Serviço Russo da BBC ). Ela construiu uma audiência forte durante a Guerra Fria, enquanto a reestruturação econômica dificultou a rejeição desses investimentos pelo governo ocidental. Muitas dessas instalações voltaram agora ao controle doméstico, à medida que as condições econômicas e políticas mudaram.
Na segunda-feira, 18 de fevereiro de 2008, o Serviço Mundial da BBC interrompeu as transmissões analógicas de ondas curtas para a Europa. O aviso dizia: "Um número crescente de pessoas em todo o mundo está escolhendo ouvir rádio em uma série de outras plataformas, incluindo FM, satélite e on-line, com menos audição em ondas curtas". Às vezes é possível pegar o Serviço Mundial da BBC na Europa em frequências de SW direcionadas ao norte da África. O poderoso 198 kHz LW, que transmite a BBC Radio 4 para a Grã-Bretanha durante o dia (e transporta o Serviço Mundial durante a noite) também pode ser ouvido em partes próximas da Europa, incluindo a República da Irlanda, Holanda, Bélgica e partes da França, Alemanha e Escandinávia.
Em Malta, os boletins da BBC News são transmitidos por várias estações de rádio, incluindo Radju Malta e Magic 91,7, pertencentes à emissora nacional PBS Ltd. Estes são transmitidos em vários pontos do dia e complementam os boletins noticiosos em maltês da Sala de Imprensa da PBS.
Os ex-transmissores de ondas curtas da BBC estão localizados no Reino Unido em Rampisham, Woofferton e Skelton. A antiga BBC East Mediterranean Relay Station está em Chipre.

### Pacífico
O Serviço Mundial está disponível como parte da assinatura do pacote Digital Air (disponível na Foxtel e Austar ) na Austrália. O ABC NewsRadio, a SBS Radio e várias estações de rádio comunitárias também transmitem muitos programas. Muitas dessas estações transmitem uma alimentação direta durante o período da meia-noite até o amanhecer. Também está disponível através do serviço de satélite Optus Aurora, que está encriptado mas disponível sem subscrição. Em Sydney, Austrália, a transmissão do serviço pode ser recebida em 152.025 MHz. Também está disponível na Rede DAB + na Austrália, na SBS Radio 4 (exceto durante a Eurovisão e eventos especiais). O 2MBS-FM 102.5, uma estação de música clássica em Sydney, também carrega os noticiários do BBC World Service às 7h e às 8h da manhã. durante a semana, durante o programa de café da manhã "Música para um novo dia".
Os retransmissores de ondas curtas de Singapura (ver Ásia, acima) continuam, mas os relés históricos da Australian Broadcasting Corporation (ABC) e da Radio New Zealand International foram encerrados no final dos anos 90. As reportagens da BBC World Service na Radio Australia agora transmitem os noticiários da BBC Radio.
No Pacífico e na Nova Zelândia, a Auckland Radio Trust opera uma rede BBC World Service como uma emissora pública sem fins lucrativos financiada por doações. Transmite em 810 kHz em Auckland, 107,0 MHz em Whitianga e Whangamata, 107.3 MHz no porto de Kaipara, 88,2 MHz em Suva e Nadi, 100,0 MHz em Bairiki e Tarawa, 101,1 MHz em Pohnpei, 107,6 MHz em Port Moresby, 105,9 MHz em Honiara, 99,0 MHz em Port Vila e Luganville, e 100,1 MHz em Funafuti. A estação também transmite conteúdo local.
Na Nova Zelândia, a Rádio Tarana e os membros da Associação de Emissoras de Acesso à Comunidade realizam alguns programas do Serviço Mundial da BBC. O Serviço Mundial da BBC estava disponível anteriormente em 1233 kHz em Wellington entre 1990 e 1994 e novamente entre 1996 e 1997.

### Reino Unido
O Serviço Mundial da BBC é transmitido nas plataformas DAB, Freeview, Virgin Media e Sky. Também é transmitido durante a noite nas frequências da BBC Radio 4, O Serviço Mundial da BBC não recebe financiamento para transmissões para o Reino Unido. No sudeste da Inglaterra, a estação poderia ser captada de forma confiável em ondas médias 648   kHz, destinado ao continente europeu. O serviço de ondas médias foi fechado em 2011 como uma medida de corte de custos.

## Publicação de revistas
O Serviço Mundial da BBC publicou anteriormente revistas e guias de programas:
- Chamada de Londres : listagens
- BBC Worldwide : incluiu recursos de interesse para um público internacional (incluiu o London Calling como uma inserção)
- BBC on Air : principalmente listagens
- BBC Focus on Africa : assuntos atuais